# Elly de Waard
Elly de Waard (Bergen, Països Baixos, 8 de setembre de 1940) és una poetessa neerlandesa.
Va néixer a Bergen i va ser educada en l'Institut Murmellius i la Universitat d'Amsterdam. De 1965 a 1984 va ser una crítica de música rock per al diari holandès de Volkskrant i la revista setmanal holandesa Vrij Nederland; també va formar part d'un jurat que concedeix els premis de música Edison neerelandesos l'any 1972.
El 1978 Waard va publicar el seu primer llibre de poemes, Afstand. És membre fundadora de la Fundació Anna Bijns, que atorga un premi anual a una escriptora neerlandesa. Va tenir una funció principal en el grup de poetes de dones, conegudes com «De Nieuwe Wilden».

## Selecció d'obres
- Luwte (Shelter) (1979)
- Furie (Fury) (1981)
- Strofen (1983)
- Anna Bijns (1985)
- Een wildernis van verbindingen (1986)
- Sara (1987)
- Onvoltooiing (1988)
- Eenzang (1992)
- Eenzang twee (1993)
- Het zij (Or she) (1995)
- Anderling (1998)
- Zestig (2000)[1]